# Jiří Adamec (fotbalista)
Jiří Adamec (* 21. březen 1982) je bývalý český fotbalový útočník.
Začínal hrát v FK Drnovice, kde vydržel s přestávkou v Příbrami až do roku 2005. V roce 2006 zamířil do SK Dynamo České Budějovice nejdříve na hostování a od roku 2007 na přestup.